# Делфін Карлус ді Карвалью
Делфі́н Ка́рлус ді Карва́лью, баро́н Пассаже́н (порт. Delfim Carlos de Carvalho, Barão de Passagem, Ріо-де-Жанейро 1825 — Ріо-де-Жанейро 1896) — бразильський військовик.
Брав участь у кількох операціях у басейні Ла-Плати. Під час Війни Портійного Альянсу командував 3-ю дивізією бразильського флоту. Отримав титул барона Пассажема за успішну операцію в протоці Умаїта (біля парагвайського містечка та фортеці Умаїта), де його загін із шести невеликих кораблів зумів прорвати оборону парагвайців, та пройти вверх по течії річки Парагвай до Асунсьйона, відрізаючи водних шлях сполучення парагвайських фортець зі столицею та ставлячи під загрозу саму столицю.
Після війни Делфін Карлус ді Карвалью служив членом верховного військового суду Бразилії.